# Peroxidasen
Peroxidasen sind Enzyme, welche die Reduktion von Peroxiden (meist Wasserstoffperoxid) katalysieren. Die Reaktion dient hauptsächlich der Entfernung der giftigen Peroxide, aber auch zur Oxidation von Iodid bei der Synthese des Schilddrüsenhormons Thyroxin im Menschen. Die Umkehrreaktion der Katalase wird dagegen in manchen Peroxidasen zur Erzeugung von Wasserstoffperoxid genutzt. Peroxidasen sind in allen Lebewesen zu finden, beim Menschen sind 17 solcher Enzyme entdeckt, wobei bei fünf derselben erbliche Enzymmangelkrankheiten bekannt sind (DUOX2, MPO, TPO, EPX, CAT).
Als Reduktionsmittel dienen unterschiedliche Elektronendonatoren (in Klammern angefügt), wonach die weitere Einteilung erfolgt: Katalase (ein zweites Molekül Wasserstoffperoxid), Cytochrom-c-Peroxidase (red. Cytochrom c), Thyreoperoxidase (Iodid), Glutathionperoxidase (Glutathion), die nur in Pflanzen vorkommende Ascorbatperoxidase und die in Pilzen vorkommenden Manganperoxidase (Mangan(II)) und Ligninase (Lignin abbauendes Enzym).
Soll Wasserstoffperoxid erzeugt werden, wird einerseits die Umkehrung der Katalasefunktion, andererseits die Reduktion von Sauerstoff mit NADPH (duale Oxidase) genutzt.

## Katalysierte Reaktionen
{\displaystyle \mathrm {H_{2}O_{2}+(2e^{-}+2H^{+})\longrightarrow 2\ H_{2}O} }
Reduktion von Wasserstoffperoxid
{\displaystyle \mathrm {2\ H_{2}O_{2}\rightleftharpoons O_{2}+2\ H_{2}O} }
Reduktion von Wasserstoffperoxid. Speziell: Katalase
{\displaystyle \mathrm {ROOR'+(2e^{-}+2H^{+})\longrightarrow ROH+R'OH} }
Reduktion organischer Peroxide
{\displaystyle \mathrm {O_{2}+NADPH+H^{+}\longrightarrow H_{2}O_{2}+NADP^{+}} }
Erzeugung von Wasserstoffperoxid mit der dualen Peroxidase
Die Substratspezifität der Peroxidasen ist sehr unterschiedlich. Beispielsweise sind bei der Cytochrom-c-Peroxidase die Substanzen, welche die Elektronen übertragen, sehr spezifisch. Die Meerrettichperoxidase (engl. horseradish peroxidase, HRP) dagegen kann eine Vielzahl von Donatoren und Akzeptoren verwenden. Daher wird HRP auch als Marker-Enzym bei bestimmten Techniken der Molekularbiologie verwendet, zur Detektion von Proteinen und Nukleinsäuren (z. B. Western Blot, Southern Blot). Peroxidasen werden auch als histologische Marker verwendet – siehe auch Immunhistochemie. 
Viele Peroxidasen besitzen ein Häm als prosthetische Gruppe. Es kommen aber auch andere prosthetische Gruppen vor, z. B. Selenocystein in der Glutathionperoxidase. Dieses Enzym gehört zum antioxidativen Schutzsystem des menschlichen Organismus.

## Funktion im Menschen
In Peroxisomen entsteht durch peroxisomale Oxidasen ständig H2O2, welches als Zellgift schnell eliminiert werden muss (RH2 + O2 → R + H2O2).
Dies lösen Peroxidasen, indem sie eine weitere (entgiftende) Oxidation mit H2O2 als Elektronenakzeptor katalysieren (RH2 + H2O2 → R + 2 H2O).
Ein Sonderfall ist die Katalase (eine Peroxidase), die zwei H2O2 zu zwei H2O und O2 katalysiert.
Die Thyreoperoxidase katalysiert den ersten Reaktionsschritt in der Synthese der Schilddrüsenhormone aus der Aminosäure Tyrosin. Antikörper gegen Thyreoperoxidase spielen eine wichtige Rolle bei Autoimmunerkrankungen unter Beteiligung der Schilddrüse. Weitere Einzelheiten im Artikel Thyreoperoxidase.